# Teoría general del olvido
Teoría general del olvido (en portugués: Teoria geral do esquecimento) es una novela del autor angoleño José Eduardo Agualusa publicada en 2012.

## Argumento
La novela, obra de José Eduardo Agualusa, está basada en hechos reales,
y narra la historia de una mujer portuguesa, Ludo, que se encierra en su apartamento en Angola durante la guerra de independencia, intentando aislarse del mundo durante tres décadas, hasta que  conoce a un chico joven que le pone al corriente de los cambios que se han dado en el país en los últimos años. Ludo se alimenta cultivando vegetales y atrapando palomas a través de una ventana. También quema sus muebles para proporcionarse calor. La única información que recibe sobre el mundo exterior y la situación política  proviene de reportajes en la radio, o de las conversaciones de vecinos que es capaz de escuchar..
El libro, se escribió en portugués, lengua nativa del autor, y se tradujo en 2015 al inglés por Daniel Hahn, continuando su larga colaboración con Agualusa. La versión inglesa de la novela tuvo un notable éxito entre los lectores anglosajones.
Teoría general del olvido se candidató para el Premio Internacional Booker de 2016, ganado finalmente por La vegetariana. En 2017 obtuvo el Premio Literario Internacional IMPAC de Dublín, uno de los premios literarios con mayor dotación económica en el mundo, con 100.000 €. En 2018 ganó el Premi Llibreter de narrativa.

### Trasfondo
La novela se desarrolla en Luanda durante las consecuencias inmediatas de la independencia de Angola de Portugal. La guerra para independencia ha dejado al país en un estado tumultuoso y peligroso, que se ha prorrogado por doce años. Además, las tensiones entre las fuerzas anticoloniales (financiadas por la Unión soviética) anuncian que el terrorismo y la violencia pueden continuar después de lograr la independencia.

## Recepción crítica
La crítica alabó a Agualusa debido al tema principal de la novela, destacando su papel como responsable de la apertura del "mundo lusoparlante africano a la comunidad de habla inglesa." También fue elogiado por la manera de condensar un conflicto poco conocido y complicado de una forma "resumida concisamente y fácilmente comprensible" .
La novela fue finalista en el Premio Internacional Booker de 2016. Compitió bajo las reglas revisadas del premio, las cuales enfatizan las obras traducidas. Finalmente, el premio se otorgó a la novela La vegetariana. En 2017 ganó el Premio Literario Internacional IMPAC de Dublín Dublín Internacional Premio Literario, el cual, con una recompensa monetaria de €100,000, lo hace el 21º premio literario más grande junto con otros cinco premios. De acuerdo con las reglas del premio, Agualusa y Hahn comparten el premio en un 75% y un 25% respectivamente. Agualusa declaró que pretendía utilizar parte de la recompensa para cumplir un "sueño de toda su vida" y construir una biblioteca pública en la Isla de Mozambique, su hogar por adopción.